# Tirso de Molina
Tirso de Molina (nume la naștere:Gabriel Téllez,n.24 martie1579
 Madrid, Spania — d. 20 februarie sau 12 martie 1648, Almazán, Soria, Castilla y León) este un dramaturg, poet și prozator spaniol, unul din autorii reprezentativi ai barocului literar și ai Secolului de Aur al culturii spaniole, călugăr din Ordinul mercedian (fiind din acest motiv supranumit și „El Mercedario”)

## Familia și copilăria
Datele sale biografice sunt precare și controversate, inclusiv cele privind anul și data nașterii.
Născut în 1579 la Madrid, sub numele Gabriel Téllez, a fost botezat în parohia San Sebastian din oraș la data de 29 martie. S-a crezut multă vreme (ipoteza cercetătoarei Blanca de los Ríos) că ar fi fost născut în 1584 ca fiu nelegitim al lui 
Pedro Téllez Giron, al III -lea ducele de Osuna, sau al lui Jorge de Alencastre, dar în zilele noastre se știe că părinții săi erau de condiție joasă, tatăl său fiind Andrés López, servitor al contelui de Molina de Herrera, iar mama lui se numea Juana Téllez. 
. 
Sora sa mai mare, Catalina Téllez, s-a călugărit la mănăstirea Santa Magdalena din Madrid, sub numele de Catalina de San José. 
Gabriel Tellez a studiat la Universitatea Alcalá de Henares, unde a făcut cunoștință cu Lope de Vega.

## Cariera monastică și clericală
În anul 1600, la 4 noiembrie, s-a călugărit, alăturându-se ordinului Sfintei Fecioare a Milosteniei (La Merced) și a Răscumpărării Captivilor, cunoscut ca ordinul mercedian. A trăit în diverse orașe, a fost novice la mănăstirea San Antolin din Guadalajara (1601) , apoi a obținut autorizația de preot în 1606 la Toledo, unde a și continuat studiile de arte și teologie. La Toledo, unde a locuit o vreme mai îndelungată, Fratele (Fray) Gabriel Téllez a debutat ca scriitor sub numele Tirso de Molina. De acolo a întreprins mai multe călătorii - în Galicia )în 1600 sau 1611, la Salamanca, în 1619 și la Lisabona.A locuit pentru o vreme și la Sevilla,Soria, Segovia și Valladolid.

## Anii de creație și confruntarea cu autoritățile religioase și politice
Se crede că cele mai reușite din piesele sale au fost scrise în perioada 1612 - 1625.
Din cauza obiecțiunilor ridicate de cercurile conducătoare ecleziastice împotriva scrierilor sale teatrale și literare, deja in anii 1614 - 1615, Tirso de Molina a fost nevoit să se retragă la mănăstirea din Estercuel în Aragon. 
Apoi, timp de circa circa trei ani, în 1616- 1618 a îndeplinit o misiune religioasă-pedagogică ca profesor de teologie) la Santo Domingo, în Indiile de Vest (astăzi în Republicii Dominicane). Cu acest prilej s-a familiarizat cu numeroase detalii ale istoriei cuceririi Americii de sud și centrale (Conquista), pe care le va utiliza mai apoi în operele sale. Între anii 1621-1625 îl regăsim în mănăstirea mercediană din orașul său natal, Madrid.
La Madrid Tirso de Molina a luat parte la întâlnirile Academiei poetice fondate de Sebastiano de Medrano la Madrid. A participat atunci și la competițiile literare, aflate pe atunci la modă și a avut o activitate prodigioasă de dramaturg.
A făcut cunoștință, în afară de Lope de Vega, și cu alte figuri de anvergură ale vieții literare din țară, precum Francisco de Quevedo, Luis de Góngora y Argote, Pedro Calderón de la Barca, Juan Ruiz de Alarcón. La Madrid apar în 1624-1635 cinci volume din piesele sale de teatru. În anul 1625, acuzat fiind că scrie comedii profane și indecente, Junta de reformă a moravurilor (Junta de Reformación de las Costumbres) instituită în Castilia de "contele-duce" de Olivares l-a convocat, nu s-a lăsat convinsă de justificările sale, și i-a interzis să se mai ocupe cu teatru, iar ordinul său monastic l-a exilat la mănăstirea din Cuenca, în Aragon. Tirso a continuat totuși să scrie până în 1632. În 1626 a revenit la Madrid, iar de acolo a fost trimis să conducă vreme de trei ani (în calitate de „comendador”) o mănăstire la Trujillo, lângă Cáceres (Extremadura), în locul de obârșie al conchistadorilor din familia Pizarro. Ulterior a revenit la Toledo, apoi, se pare, iarăși la Madrid, iar în anii 1632 - 1639 a locuit în Catalonia fiind, de data aceasta promovat in cadrul ordinului ca "definidor general" și însărcinat cu scrierea cronicii acestuia, Historia general de la Orden de la Merced. 
În 1639 a obținut de la papa Urban al VIII-lea titlul de magistru al ordinului 
În 1640 a fost din nou surghiunit pentru scurtă vreme la Cuenca. Ultimii ani ai vieții i-a petrecut, însă, la Soria, în Aragón, unde a devenit prior (superior) al mănăstirii în anul 1645.
A murit în 1648 în mănăstirea mercediană din Almazán, lângă Soria.

## Activitatea literară
Prima sa lucrare publicată a fost Cigarrales de Toledo (Casele de vacanță din Toledo) , neterminată, (1621, tiparită în 1624), 
era un amalgam cuprinzând povestioare, romane, poezii și trei piese de teatru, între care cea intitulată El Vergonzoso en palacio. 
Unul din romane, Los Tres maridos burlados avea la bază lucrarea „Mambriano” a italianului Francesco Cieco da Ferrara. 
Prefața la „Cigarrales de Toledo” menționează faptul ca Tirso de Molina a scris deja în acel moment
trei sute de piese de teatru, și că era considerat cel mai popular autor dramatic contemporan după Lope de Vega.
Dramele sale au o problematică morală - teologică, și, aspectele psihologice ale personajelor, inclusiv a celor feminine, ocupă la Tirso de Molina un loc mai însemnat decât la Lope de Vega. Un exemplu îl oferă eroii pieselor sale , Don Juan Tenorio din „Seducătorul din Sevilla” și Paulo din „El condenado por desconfiado” („Cel condamnat pentru infidelitate”)
Nu lipsesc nici aspecte umoristice și de critică socială. Intriga și construcția dramei, de asemenea, sunt concepute cu măiestrie.
Asa cum reiese din „Cigarrales de Toledo”, Tirso de Molina s-a opus culteranismului și a atacat acest stil baroc în piese ca Amar por arte mayor și La Celosa de si misma.
Asa cum s-a arătat mai sus, a avut de suferit din pricina caracterului realist al unora din piesele sale, ajungând să fie denunțat și mustrat pentru „coruperea moralei publice”, exilat în mai multe rânduri, și silit să se abțină de la scris piese de teatru. 
Din cele peste 300-400 de piese de teatru pe care, după propria mărturie (în prefața la al treilea volum de piese), le ar fi scris Tirso de Molina, au rămas în jur de 80.

## Opera

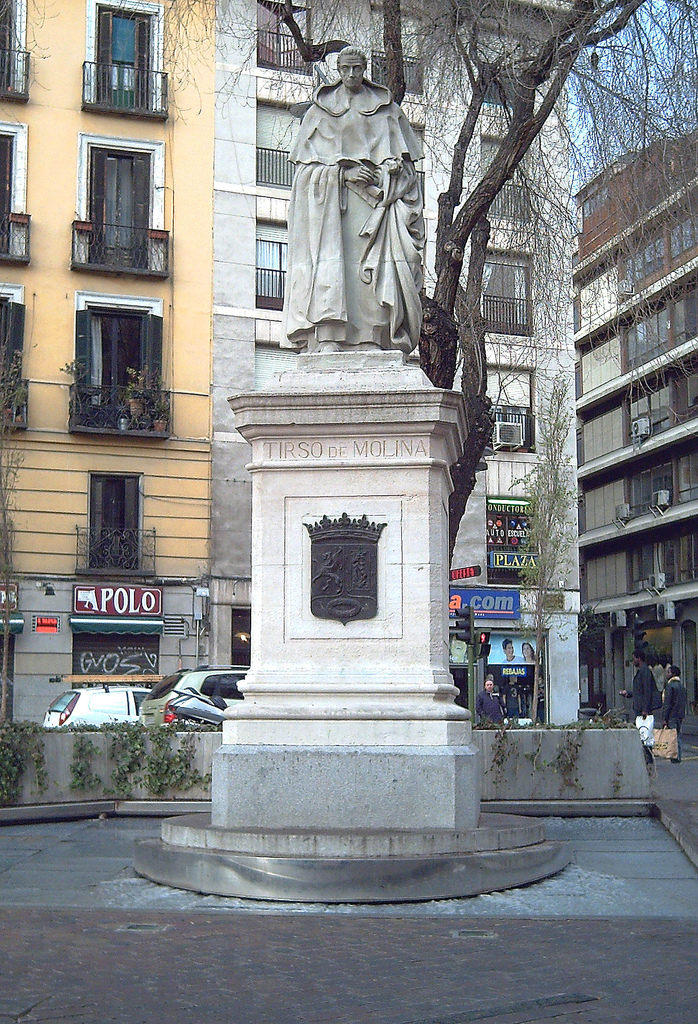
Monumentul lui Tirso de Molina la Madrid, sculptat de Rafael Vela de Castillo, 1943, foto:Luis Garcia

### Piese de teatru
- Drame "escatologice" [8]
  - Seducătorul din Sevilla și Oaspetele de piatră (El Burlador de Sevilla y Covidado de piedra)(1612- 1625, publ.1630)
  - Osânditul pentru lipsă de credință (El Condenado por esconfiado)(1635)
- Dramele biblice și religioase:
  - Răzbunarea Tamarei (La venganza de Tamar) )( 1621 - 1623) - bazată pe povestea relației incestuoase dintre Tamar și Amnon din cartea Samuil 2.
  - Femeia care stăpânește în casă (La mujer que manda en casa) (despre Izabela din Biblie)
  - Santa Juana, trilogie, (1613 - 1614)
  - Santo y sastre (Sfânt și croitor)
  - Prea multul e tot atât de rău ca și prea puținul (Tanto es lo de más como lo de menos) (inspirată de parabola Fiului rătăcitor din Noul Testament)
  - Cea mai bună culegătoare (La mejor espigadera) (inspirată de cartea Rut)

- Piese sacramentale (Autos sacramentales)
  - El colmenero divino (Divinul stupar)
  - Los hermanos parecidos, (Frații asemănători)
  - No le arriendo la ganancia (Nu îți pot garanta)
- Drame istorice:
  - Prudența la femei  (La prudencia en la mujer)
  - trilogia despre familia Pizarro: Amazoanele în Indii (Amazonas en las Indias), Loialitatea față cu invidia (La lealtad contra la envidia) și (Todo es dar en una cosa).

- - Stema Portugaliei (Las quinas de Portugal) - ultima sa piesă
- Drame folclorice si legendare:
  - Îndrăgostiții din Teruel (Los Amantes de Teruel) (1635)
  - Cavalerul grației (El Caballero de gracia)
  - Contesa - în afara legii (La Condessa bandolera)
- Comedii de capă și spadă sau „de intrigă”:
  - Marta cea pioasă (Martha la piadosa)
  - Por el sótano y el torno
  - Don Gil de Izmene verzi (Don Gil de las Calzas verdes) (1615)
  - Rușinosul la curte  (El vergonzoso en palacio)
  - Pedeapsa nesocotinței (El castigo del penséque)
  - Amorul doctor (El amor medico)
  - La villana de Vallecas

### Proză
- în Cirragales de Toledo(1621)
- Deleitar aprovechando (1635)

### Poezii
- Panegírico a la casa de Sástago (poem inedit), edición, estudio y notas L. Vázquez, Madrid-Pamplona, Instituto de Estudios Tirsianos, 1998. 104 pp. + facsímil. ISBN 84-923453-1-4.

### Scrieri istorice
- Historia general de la orden de la Merced (1632 - 1639)

## Ediții ale operelor sale
- Obras completas. Cuarta parte de comedias, I, Madrid-Pamplona, Instituto de Estudios Tirsianos, 1999. ISBN 84-923453-4-9.
- Obras completas. Cuarta parte de comedias, II, ed. M. Zugasti, Madrid-Pamplona, Instituto de Estudios Tirsianos, 2003. ISBN 84-95494-03-5.
- Obras completas. Autos sacramentales, I, Madrid-Pamplona, Instituto de Estudios Tirsianos, 1998. ISBN 84-923453-3-0.
- Obras completas. Autos sacramentales, II, Madrid-Pamplona, Instituto de Estudios Tirsianos, 2000. ISBN 84-95494-01-9.
- El pretendiente al revés y Del enemigo, el primer consejo (dos comedias palatinas), ed. E. Galar, Madrid-Pamplona, Instituto de Estudios Tirsianos, 2005. ISBN 84-95494-17-5.
- Mari Hernández, la gallega, ed. S. Eiroa, Madrid-Pamplona, Instituto de Estudios Tirsianos, 2003. 252 pp. ISBN 84-95494-08-6.
- El mayor desengaño. Quien no cae no se levanta (dos comedias hagiográficas), ed. L. Escudero, Madrid-Pamplona, Instituto de Estudios Tirsianos, 2004. 513 pp. ISBN 84-95494-15-9.
- Las quinas de Portugal, ed. C. C. García Valdés, Madrid-Pamplona, Instituto de Estudios Tirsianos, 2003. 224 pp. ISBN 84-95494-09-4.
- Los tres maridos burlados, ed. I. Arellano, Madrid-Pamplona, Instituto de Estudios Tirsianos, 2001. 110 pp. ISBN 84-95494-04-3.
- La villana de la Sagra, ed. A. Hermenegildo, Madrid-Pamplona, Instituto de Estudios Tirsianos, 2005, 226 pp. ISBN 84-95494-16-7.
- La villana de Vallecas, ed. S. Eiroa, Madrid-Pamplona, Instituto de Estudios Tirsianos, 2001, 299 pp. ISBN 84-95494-02-7.

## Traduceri în românește
- Seducătorul din Sevilla și musafirul de piatră - traducere de Aurel Covaci

,Editura Univers și Teatrul Național I.L.Caragiale, București, 1973